# Arachis vallsii
Arachis vallsii är en ärtväxtart som beskrevs av Antonio Krapovickas och Walton Carlyle Gregory. Arachis vallsii ingår i släktet jordnötter, och familjen ärtväxter. Inga underarter finns listade i Catalogue of Life.